# Mårten Nordbeck
Mårten Nordbeck, född 18 januari 1991, är en svensk fotbollsspelare som spelar för FC Stockholm.

## Klubbkarriär
Nordbeck fostrades i den lilla lundaklubben Lunds BoIS. Vid 2002 bytte han till Lunds största klubb Lunds BK där han spelade junior- och seniorfotboll fram till 2014. Efter 5 säsonger med seniorfotboll i Lunds BK kom Nordbeck att lämna för Landskrona BoIS. 2014 representerade han Landskrona BoIS i 22 matcher i Superettan.
Inför säsongen 2016 återvände Nordbeck till Lunds BK. Sommaren 2017 flyttade han till Stockholm och började då spela i division 3-klubben FC Stockholm.

## Meriter
Under 2006 blev Lunds BK pojkar 14 svenska mästare efter att slagit ut IFK Göteborg i finalen med 2-0. I och med detta, kvalificerades klubben till den regionala turneringen Manchester United Premier Cup där europeiska lag som AFC Ajax, FC Basel, och Brøndby IF deltog. Den dåvarande division 2-klubben Lunds BK slutade på 10.e plats (av 20 lag) och blev därmed bästa nordiska lag. Vinnaren av varje regional turnering går vidare till World Finals stage i Manchester där man tillsammans med 20 av världens bästa ungdomslag slåss om titeln.